# Samuel K. McConnell
Samuel Kerns McConnell (* 6. April 1901 in Eddystone, Delaware County, Pennsylvania; † 11. April 1985 in Bryn Mawr, Pennsylvania) war ein US-amerikanischer Politiker. Zwischen 1944 und 1957 vertrat er den Bundesstaat Pennsylvania im US-Repräsentantenhaus.

## Werdegang
Samuel McConnell besuchte die öffentlichen Schulen in Philadelphia und studierte danach bis 1923 an der dortigen University of Pennsylvania. Seit 1926 arbeitete er in der Bank- und Investmentbranche. Zwischen 1939 und 1944 war er Kuratoriumsmitglied bzw. seit 1940 Kuratoriumsvorsitzender für das Norristown State Hospital. Von 1940 bis 1944 war er auch Ortsvorsteher der Gemeinde Lower Merion. Politisch war er Mitglied der Republikanischen Partei.
Nach dem Tod des Kongressabgeordneten J. William Ditter wurde McConnell bei der fälligen Nachwahl für den 17. Sitz von Pennsylvania als dessen Nachfolger in das US-Repräsentantenhaus in Washington, D.C. gewählt, wo er am 18. Januar 1944 sein neues Mandat antrat. Nach sieben Wiederwahlen konnte er bis zu seinem Rücktritt am 1. September 1957 im Kongress verbleiben. Dabei wechselte er mehrfach seinen Wahlbezirk. Zwischen 1945 und 1953 vertrat er den 16. und danach bis 1957 den 13. Distrikt seines Staates. Von 1953 bis 1955 war er Vorsitzender des Ausschusses für Bildung und Arbeit. In seine Zeit im Kongress fielen das Ende des Zweiten Weltkriegs, der Beginn des Kalten Krieges, der Koreakrieg und innenpolitisch die Bürgerrechtsbewegung.
Von 1957 bis 1961 war McConnell geschäftsführender Direktor der Firma United Cerebral Palsy Associations, Inc; von 1961 bis 1967 war er zunächst Vizepräsident und dann Präsident der Firma Woodcock, Moyer, Fricke and French, Inc. Samuel McConnell verbrachte seinen Lebensabend in Wynnewood und starb am 11. April 1985 in Bryn Mawr.